# Eublemma odontophora
Eublemma odontophora là một loài bướm đêm trong họ Erebidae.